# Роксбері (Мен)
Роксбері (англ. Roxbury) — місто (англ. town) в США, в окрузі Оксфорд штату Мен. Населення — 361 особа (2020).

## Демографія
Згідно з переписом 2010 року, у місті мешкало 369 осіб у 181 домогосподарстві у складі 113 родин. Було 430 помешкань
Расовий склад населення:
| - 98,9 % — білих - 0,5 % — корінних американців - 0,3 % — вихідців з тихоокеанських островів |

До двох чи більше рас належало 0,3 %. Частка іспаномовних становила 0,0 % від усіх жителів.
За віковим діапазоном населення розподілялося таким чином: 11,7 % — особи молодші 18 років, 66,1 % — особи у віці 18—64 років, 22,2 % — особи у віці 65 років та старші. Медіана віку мешканця становила 52,9 року. На 100 осіб жіночої статі у місті припадало 113,3 чоловіків;  на 100 жінок у віці від 18 років та старших — 111,7 чоловіків також старших 18 років.
Середній дохід на одне домашнє господарство  становив 49 374 долари США (медіана — 45 000), а середній дохід на одну сім'ю — 63 663 долари (медіана — 63 333). Медіана доходів становила 48 750 доларів для чоловіків та 24 000 доларів для жінок. За межею бідності перебувало 16,9 % осіб, у тому числі 39,3 % дітей у віці до 18 років та 3,4 % осіб у віці 65 років та старших.
Цивільне працевлаштоване населення становило 105 осіб. Основні галузі зайнятості: освіта, охорона здоров'я та соціальна допомога — 34,3 %, виробництво — 19,0 %, мистецтво, розваги та відпочинок — 15,2 %.